# BHFanaticos
BHFanaticos или просто BHF — крупнейшая в Боснии и Герцеговине организация спортивных болельщиков, организующая поездки болельщиков на матчи национальных сборных по футболу, баскетболу, гандболу и волейболу сидя. Организация насчитывает более 1000 человек и имеет свои европейские представительства в Австрии, странах Бенилюкса, Германии, Норвегии, странах Скандинавского полуострова, Словении и Швейцарии, а также представительства в Канаде, США и Австралии. Девиз движения — «Над нами будет гореть небо» (босн. Nad nama nebo ima da gori).

## Деятельность
«Фанатики», как называют членов движения, организуют массовые выезды болельщиков на матчи сборных по разным видам спорта. Представительства движения разбросаны по Европе: их членами являются беженцы времён Боснийской войны, осевшие в других странах. На логотипе BHF изображён бульдог, характерный для множества логотипов движений ультрас, и боснийская лилия, которая изображена и на гербе династии Котроманичей, правивших Боснией, и на гербе современной Боснии и Герцеговины. BHF всегда исполняют на трибунах гимн «Jedna si jedina», который был гимном страны в 1992—1998 годах — до 2009 года новый гимн не имел слов, но и даже после утверждения слов песня «Jedna si jedina» продолжила звучать на трибунах.
24 марта 2007 года на стадионе «Уллевол» в Осло был отложен на час матч против Норвегии, поскольку «фанатики» закидали поле фаерами, дымовыми шашками и петардами, требуя отставки футбольного руководства, подозреваемого в коррупции. 10 октября 2017 года на 14-й минуте была остановлена игра против Эстонии по аналогичной причине, но BHFanaticos, закидав поле фаерами, немедленно ушли со стадиона, а на публичной странице в Facebook появился пост с сообщением «Пришел! Увидел! Победил!».